# Tratado para radicales
Tratado para radicales es la obra tardía del organizador comunitario Saul Alinsky, y su último libro, publicado en 1971, poco antes de su muerte. 

## Reseña
«Tratado para radicales: Manual para revolucionarios pragmáticos». Su meta era crear una guía para los futuros organizadores de comunidades para lograr la unión de las comunidades de bajos ingresos, con el fin de darles la posibilidad de lograr la igualdad social, política y económica, desafiando a los organismos que promovieron su desigualdad. Dentro de la obra, Alinsky compila las lecciones que había aprendido a través de sus experiencias personales sobre organización comunitaria que abarcan desde 1939 hasta 1971 y dirigiendo estas lecciones a la nueva generación de radicales de esa época.
Aunque dirigido a la organización comunitaria -una corriente estadounidense que gira alrededor de la organización de base- sus capítulos también tocan otros problemas que van desde la ética, la educación, la comunicación, y la construcción simbólica de la no violencia y la filosofía política. Si bien el contexto del libro es enviar un mensaje a la generación de 1971, los principios de Alinsky se han aplicado en las últimas cuatro décadas por numerosas organizaciones gubernamentales, obreras, comunitarias y congregaciones confesionales, y los principales temas de sus métodos de organización han sido usados como elementos en las campañas políticas en los últimos años. El ámbito para el cual fue dirigido el Tratado para radicales es la izquierda política de los Estados Unidos, sin embargo las tácticas de agitación del libro también han sido usadas por otros movimientos, por ejemplo en el derechista Tea Party.

## Lasreglas para radicales
1. “El poder no es sólo lo que tienes, sino también lo que el enemigo crea que tienes”. El poder se deriva de dos fuentes: el dinero y la gente. Los desposeídos deben construir el poder con su carne y su sangre.
2. “Nunca sobrepases las habilidades de tu gente”. Resulta en confusión, miedo y retirada. Sentirse seguro contribuye a la determinación de cualquiera.
3. “Cuando sea posible, sobrepasa las habilidades del enemigo”. Busca maneras de incrementar la inseguridad, la ansiedad y la incertidumbre.
4. “Haz que el enemigo tenga que apechugar con sus propias reglas”. Si la regla es que toda carta es respondida, envía 30 000 cartas. Así puedes extenuarlos, porque no es posible que nadie obedezca siempre cada una de sus propias reglas.
5. “El ridículo es el arma más potente del hombre”. No hay defensa. Es irracional. Es exasperante. También funciona como punto de presión clave para forzar al enemigo a hacer concesiones.
6. “Una buena táctica es una que haga disfrutar a tu gente”. Seguirán con ella sin necesidad de apremio, y volverán para hacerlo otra vez. Hacen algo que les gusta, e incluso sugerirán métodos mejores.
7. “Una táctica que se alargue demasiado se convierte en un fastidio”. No os convirtáis en noticias antiguas.
8. “Hay que mantener la presión, y no ceder nunca”. Sigue probando cosas nuevas para mantener fuera de equilibrio a la oposición, y cuando ya se la sepan, atácalos por el flanco con algo nuevo.
9. “Las amenazas suelen ser más terroríficas que las consecuencias reales”. La imaginación y el ego pueden soñar con muchas más consecuencias que cualquier activista.
10. "La principal premisa para determinar tácticas es el desarrollo de operaciones que mantengan una presión constante sobra la oposición". Es esta presión incesante lo que provoca reacciones de la oposición, que son esenciales para el éxito de la campaña.
11. “Si un factor negativo se abre paso hasta cierto punto, acabará pasando al otro lado y se convertirá en positivo”. La violencia del bando contrario puede hacer que te ganes al público, que simpatiza con los débiles.
12. “El precio a pagar por un ataque victorioso es una alternativa constructiva”. Nunca dejes que el enemigo marque puntos porque te han pillado sin una solución al problema.
13. “Marca el objetivo, no le quites ojo; personalízalo; polarízalo”. Córtale las redes de apoyo, y aísla al objetivo de cualquier simpatía. Válete de personas, no de instituciones; las personas hacen un daño más profundo que las instituciones.

## Críticas
Alinsky ha recibido críticas por los métodos e ideas que presenta. Robert Pruger y Harry Specht han destacado que muchas de sus instrucciones solo han sido efectivas en áreas urbanas con bajos ingresos. Pruger y Specht también criticaron su imprecisa declaración de que el Tratado para radicales es una herramienta para organizar a toda la gente con bajos ingresos. Además, el uso de Alinsky del conflicto estimulado artificialmente ha sido criticado por su ineficacia en áreas que prosperan gracias a la unidad. Según Judith Ann Trolander, en varias área de Chicago en las que Alinsky trabajó, su uso de los conflictos fue contraproducente, y la comunidad fue incapaz de alcanzar los cambios de política que buscaban.
Gran parte de la filosofía del activismo comunitario que se encuentra en Tratado para radicales ha sido cuestionada por ser excesivamente ideológica.  Alinsky creía que se debía dejar que la comunidad determinase su objetivo exacto. Él proporcionaría un enemigo con el que entrar en conflicto, pero el propósito del conflicto se dejaba en última instancia a la comunidad. Se ha criticado esta idea debido a las opiniones encontradas que a menudo se presentan en un grupo. La creencia de Alinsky de que una organización puede marcarse un objetivo es vista como demasiado optimista y en contradicción con la creación de un antagonista externo. Al proporcionar un enemigo común, Alinsky ya está creando un objetivo para la comunidad: la derrota de ese enemigo. Decir que la comunidad va a crear su propio objetivo parece incoherente cuando es Alinsky quien crea el objetivo de derrotar al enemigo. Por tanto, su creencia puede ser vista como demasiado ideológica y contradictoria, porque la organización puede convertir el objetivo de derrotar al enemigo común en su propósito principal.